# امبرس (نارسیا)
امبرس (نارسیا) (به اسپانیایی: Ambres (Narcea)) یک منطقهٔ مسکونی در اسپانیا است که در آستوریاس واقع شده‌است.